# Бозжигитов, Айымдос Ерсаинович
Айымдос Ерсаинович Бозжигитов (каз. Айымдос Ерсайынұлы Бозжігітов; род. 5 января 1956, с. Казанка, Казанский район, Кокчетавская область, Казахская ССР, СССР) — казахстанский государственный деятель, дипломат.

## Биография
Родился в селе Казанка Казанского района Кокчетавской области (ныне — село в Айыртауском районе Северо-Казахстанской области Казахстана).
В 1979 году окончил Карагандинский политехнический институт по специальности «инженер-преподаватель».
В 2000 году окончил курсы Дипломатической Академии МИД РК.
В 2005 году окончил курсы Лондонской Школы экономики и политических наук.
С 1979—1991 гг. — аспирантура и научно-педагогическая деятельность в Казахском политехническом институте.
С 1992 года — в системе Министерства внешне-экономических связей — Заместитель генерального директора «Казпромэкспорт», член Правления, Генеральный директор АО «Торговый дом РК» г. Стамбул, Турция.
С 1998 года — на дипломатической службе. Директор департамента по работе с дипломатическими представительствами МИД РК, Руководитель Представительств МИД РК в г. Алматы, Посол по особым поручениям МИД РК, Чрезвычайный и Полномочный Посол Республики Казахстан в Республике Армения по совместительству (2006 г.).
С января 2010 года по март 2015 года — Чрезвычайный и Полномочный Посол Республики Казахстан в Республике Армения.
С марта 2015 года по февраль 2018 года — Чрезвычайный и Полномочный Посол Республики Казахстан в Кыргызской Республике.
С февраля 2018 года по ноябрь 2019 года — Посол по особым поручениям МИД РК.
1 ноября 2019 года назначен Председателем Правления АО «Институт внешнеполитических исследований».
Дипломатический ранг — Чрезвычайный и Полномочный Посол.
Кандидат технических наук (ВАК СССР — 1989). Автор 5 изобретений, 24 публикаций.
Владеет турецким языком.

## Награды
| Страна    | Дата | Награда                                                                   | Награда                                                                   |
| --------- | ---- | ------------------------------------------------------------------------- | ------------------------------------------------------------------------- |
| Казахстан | 2001 | Медаль «10 лет независимости Республики Казахстан»                        | Медаль «10 лет независимости Республики Казахстан»                        |
| Казахстан | 2002 | Почётная грамота Президента Республики Казахстан                          | Почётная грамота Президента Республики Казахстан                          |
| Казахстан | 2007 | Орден Курмет                                                              | Орден Курмет                                                              |
| Казахстан | 2008 | Медаль «10 лет Астане»                                                    | Медаль «10 лет Астане»                                                    |
| Казахстан | 2010 | Благодарность Президента Республики Казахстан                             | Благодарность Президента Республики Казахстан                             |
| Казахстан | 2011 | Медаль «20 лет независимости Республики Казахстан»                        | Медаль «20 лет независимости Республики Казахстан»                        |
| Казахстан | 2012 | Благодарность заместитель Председателя Правительства Республики Казахстан | Благодарность заместитель Председателя Правительства Республики Казахстан |
| Казахстан | 2015 | Медаль «20 лет Конституции Республики Казахстан»                          | Медаль «20 лет Конституции Республики Казахстан»                          |
| Казахстан | 2016 | Медаль «25 лет независимости Республики Казахстан»                        | Медаль «25 лет независимости Республики Казахстан»                        |
| Казахстан | 2017 | Медаль «25 лет дипломатической службе Республики Казахстан»               | Медаль «25 лет дипломатической службе Республики Казахстан»               |
| Казахстан | 2017 | Благодарность Президента Республики Казахстан                             | Благодарность Президента Республики Казахстан                             |
| Казахстан | 2018 | Медаль «20 лет Астане»                                                    | Медаль «20 лет Астане»                                                    |
| Казахстан | 2018 | Орден Парасат                                                             | Орден Парасат                                                             |
| Казахстан | 2018 | Почётная грамота Министра иностранных дел Республики Казахстан            | Почётная грамота Министра иностранных дел Республики Казахстан            |